# TransBrasil FM Cruz das Almas
TransBrasil FM é uma emissora de rádio brasileira sediada em Cruz das Almas, cidade do estado da Bahia. Opera no dial FM, na frequência 93.7 MHz. É afiliada à Rede UP. Pertence ao Grupo Lomes de Comunicação, que controla diversas emissoras de rádio na Bahia.

## História
A emissora iniciou sua trajetória como Panorama FM, sendo por anos a única FM comercial instalada na cidade. Em 20 de agosto de 2008, a emissora estreia como Liderança FM Cruz das Almas, iniciando afiliação com a Rede Liderança Sat do Ceará. A meta era alcançar grandes centros da região do Recôncavo Baiano, como Santo Antônio de Jesus, Feira de Santana e a Grande Salvador, com a aquisição de novos equipamentos (a FM tinha potência de 5 kW) e um novo parque de transmissão.
A afiliação com a Liderança segue até 2013, quando a rádio é substituída pela Transamérica Hits, lançada às 8h de 1.º de maio. O lançamento da Transamérica Hits Cruz das Almas foi o terceiro depois das inaugurações das emissoras em Feira de Santana e Euclides da Cunha promovidos pelo Grupo Lomes de Comunicação.
No dia 31 de dezembro de 2019, por conta da unificação da rede, a emissora encerrou a afiliação com a Transamérica, operando com uma programação até então não definida.
No dia 2 de janeiro de 2020, foi anunciado a afiliação da emissora com a Rede Play Hits (atual Rede UP). A emissora estreou no dia 3, com o nome de TransBrasil FM.